# اقدامات اصلاحی
اقدامات اصلاحی (به انگلیسی: Corrective Measures) یک فیلم اکشن، دلهره‌آور و علمی تخیلی آمریکایی به نویسندگی، تهیه کنندگی و کارگردانی شان آوریلی با بازی بروس ویلیس و مایکل روکر است. این بر اساس رمان گرافیکی به همین نام توسط گرانت چستین است. آوریلی همچنین اولین بازی خود را در یک فیلم لایو اکشن انجام می‌دهد.
این فیلم در تاریخ ۲۹ آوریل ۲۰۲۳ پخش شد.

## داستان
داستان فیلم در زندان فوق‌امنیتی «سن تیبورون» جریان دارد؛ خطرناک‌ترین زندان جهان که برای نگهداری ابرشرورها و افراد دارای توانایی‌های ویژه طراحی شده‌ است. این زندان به سامانه‌هایی برای مهار قدرت مجهز است تا توانایی‌های زندانیان را خنثی کرده و کنترل این جمعیت متنوع و اغلب خطرناک را حفظ کند.
روایت با ورود «پی‌بک» (با بازی دن پین)، یک انتقام‌جوی متعصب آغاز می‌شود؛ کسی که مأموریتش شکار انسان‌های دارای قدرت است و همین امر باعث می‌شود سر از زندان سن تیبورون درآورد. ورود او تعادل قدرت میان زندانیان و کارکنان را بر هم می‌زند.
«دولین» (با بازی مایکل روکر)، که به «ناظر» شهرت دارد، رئیس فاسد و بلندپرواز زندان است. او به‌ویژه به «جولیوس لوب» ملقب به «لوب» (با بازی بروس ویلیس) علاقه‌مند است؛ زندانی بدنامی که از هوش خارق‌العاده و توانایی‌های تأثیر بر اجسام از راه دور برخوردار است. گفته می‌شود لوب ثروتی پنهان دارد و دولین مصمم است مکان آن را بیابد تا دوران بازنشستگی مجلل خود را تأمین کند.
در میان زندانیان، «دیه‌گو دیاز» (با بازی برنان مجیا) قرار دارد؛ زندانی تازه‌واردی که تنها توانایی‌اش همدلی شدید است. دیه‌گو باید در محیط پرمخاطرهٔ سن تیبورون با دقت متحدان خود را انتخاب کند تا به مهره‌ای در بازی‌های مرگبار میان زندانیان و رئیس زندان تبدیل نشود.
با بالا گرفتن تنش‌ها، اتحادها شکل می‌گیرند و خیانت‌ها فاش می‌شوند. نبرد قدرت میان لوب و ناظر شدت می‌گیرد و به شورشی خشونت‌بار درون زندان می‌انجامد. در میانهٔ این هرج‌ومرج، توانایی همدلانهٔ دیه‌گو نقشی حیاتی در میانجی‌گری، کاهش درگیری‌ها و یافتن راهی برای بقا ایفا می‌کند.
فیلم با رویارویی‌ای سرنوشت‌ساز به اوج می‌رسد؛ تقابلی که نظام فاسد حاکم را به چالش می‌کشد و شخصیت‌ها را وامی‌دارد با وجدان اخلاقی خود روبه‌رو شوند. پایان‌بندی فیلم سرنوشت سن تیبورون و ساکنانش را در وضعیتی نامشخص رها می‌کند و پرسشی دربارهٔ معنای واقعی عدالت و رستگاری مطرح می‌سازد.